# Leonel Ucha
Ladislau Leonel Ucha Alves (Lisbona, 9 maggio 1988) è un calciatore portoghese naturalizzato guineense, attaccante del Dungannon Swifts.

## Carriera

### Club
Ha giocato nelle serie minori del campionato portoghese, inoltre ha giocato nella quarta divisione francese e nella seconda divisione cipriota.

### Nazionale
Nel 2017 ha esordito in nazionale; in seguito è stato convocato per la Coppa delle nazioni africane 2021.

## Statistiche

### Cronologia presenze e reti in nazionale
| Cronologia completa delle presenze e delle reti in nazionale ― Guinea-Bissau | Cronologia completa delle presenze e delle reti in nazionale ― Guinea-Bissau | Cronologia completa delle presenze e delle reti in nazionale ― Guinea-Bissau | Cronologia completa delle presenze e delle reti in nazionale ― Guinea-Bissau | Cronologia completa delle presenze e delle reti in nazionale ― Guinea-Bissau | Cronologia completa delle presenze e delle reti in nazionale ― Guinea-Bissau | Cronologia completa delle presenze e delle reti in nazionale ― Guinea-Bissau | Cronologia completa delle presenze e delle reti in nazionale ― Guinea-Bissau |
| Data                                                                         | Città                                                                        | In casa                                                                      | Risultato                                                                    | Ospiti                                                                       | Competizione                                                                 | Reti                                                                         | Note                                                                         |
| ---------------------------------------------------------------------------- | ---------------------------------------------------------------------------- | ---------------------------------------------------------------------------- | ---------------------------------------------------------------------------- | ---------------------------------------------------------------------------- | ---------------------------------------------------------------------------- | ---------------------------------------------------------------------------- | ---------------------------------------------------------------------------- |
| 10-6-2017                                                                    | Bissau                                                                       | Guinea-Bissau                                                                | 1 – 0                                                                        | Namibia                                                                      | Qual. Coppa d'Africa 2019                                                    | -                                                                            | 80’                                                                          |
| 14-10-2018                                                                   | Bissau                                                                       | Guinea-Bissau                                                                | 2 – 1                                                                        | Zambia                                                                       | Qual. Coppa d'Africa 2019                                                    | -                                                                            | 93’                                                                          |
| 8-6-2019                                                                     | Penafiel                                                                     | Angola                                                                       | 2 – 0                                                                        | Guinea-Bissau                                                                | Amichevole                                                                   | -                                                                            | 78’                                                                          |
| 8-10-2020                                                                    | Óbidos                                                                       | Guinea-Bissau                                                                | 1 – 0                                                                        | Mozambico                                                                    | Amichevole                                                                   | -                                                                            |                                                                              |
| 11-11-2020                                                                   | Thiès                                                                        | Senegal                                                                      | 2 – 0                                                                        | Guinea-Bissau                                                                | Qual. Coppa d'Africa 2021                                                    | -                                                                            |                                                                              |
| 15-11-2020                                                                   | Bissau                                                                       | Guinea-Bissau                                                                | 0 – 1                                                                        | Senegal                                                                      | Qual. Coppa d'Africa 2021                                                    | -                                                                            |                                                                              |
| 26-3-2021                                                                    | Manzini                                                                      | eSwatini                                                                     | 1 – 3                                                                        | Guinea-Bissau                                                                | Qual. Coppa d'Africa 2021                                                    | -                                                                            | 75’                                                                          |
| 30-3-2021                                                                    | Bissau                                                                       | Guinea-Bissau                                                                | 3 – 0                                                                        | Rep. del Congo                                                               | Qual. Coppa d'Africa 2021                                                    | -                                                                            | 84’                                                                          |
| Totale                                                                       |                                                                              | Presenze                                                                     | 8                                                                            |                                                                              | Reti                                                                         | 0                                                                            |                                                                              |

## Palmarès

### Club

#### Competizioni nazionali
- Irish Cup: 1

Dungannon Swifts: 2024-2025